# Поліен з Лампсака
Поліен з Лампсака (340—285 рр.до н. е.) — давньогрецький математик, філософ, учень та послідовник Епікура.
Дружба Поліена з Епікуром почалася після вимушеного переїзду останнього з Мітилени в 307 або 306 до н. е. в Лампсак, де відразу ж відкрили нову філософську школу, до якої вступив Поліен. Зв'язавши себе в рамках нової школи з іншими громадянами міста, такими, як Метродор, Піфокл, Ідоменей та іншими, Поліен разом з Епікуром і новими учнями переїхав до Афін, де вони разом заснували філософську школу «Сад» на чолі з Епікуром, що став носити титул гегемона; у той час як Поліен, Гермарх і Метродор іменувалися kathegemones (фактично заступники голови).
Як каже Філодем, Поліен був людиною м'яких і доброзичливих манер, він повністю прийняв філософську систему свого друга і, хоча раніше він набув великої репутації математика, тепер разом з Епікуром він стверджував, що геометрія не має цінності. Але в цьому твердженні можна принаймні сумніватися, оскільки безсумнівно те, що Поліен написав математичну працю «Пазли» (грец. Aπoρίαι), в якій все ще зберігається серйозне ставлення до геометрії. Проти цього трактату виступив пізніше (прим. II століття до н. е.) інший епікуреєць-математик на ім'я Деметрій з Лаконії в роботі «Нерозв'язані питання Поліена» (грец. Πρὸς τὰς Πoλυαίνoυ ἀπoρίας). Поліену приписували значну кількість фальшивих творів, так само як і Епікуру; один із них — «Проти ораторів», оригінальність якого викликала сумніви та критику як у Зенона Сидонського, так і в його учня Філодема.
Назва твору «На місяці» може натякати на розробку утопічних чи фантастичних сюжетів. Принаймні близький до епікуреїзму французький письменник XVII століття Сірано де Бержерак відзначився в цьому жанрі, так само як і близький до епікуреїзму Вольтер у творі «Мікромегас». Утопічна тематика досить близька до античного епікуреїзму, судячи з настінного напису, залишеного Діогеном з Еноанди, в якому малювалося суспільство, побудоване на анархо-комуністичних засадах.

## Твори
Роботи, які приписують Полієну, включають:
- Про визначення
- Про філософію
- Проти Аристона (учень стоїка Зенона, відступник у межах школи)
- Пазли
- На Місяці
- Проти ораторів
- Зібрання листів